# Grecia en los Juegos Olímpicos de Helsinki 1952
Grecia estuvo representada en los Juegos Olímpicos de Helsinki 1952 por un total de 48 deportistas que compitieron en 7 deportes.  
El portador de la bandera en la ceremonia de apertura fue el atleta Nikólaos Sillas. El equipo olímpico griego no obtuvo ninguna medalla en estos Juegos.